# Cophixalus parkeri
Cophixalus parkeri és una espècie de granota que viu a Papua Nova Guinea.